# Rainer Werner Fassbinder

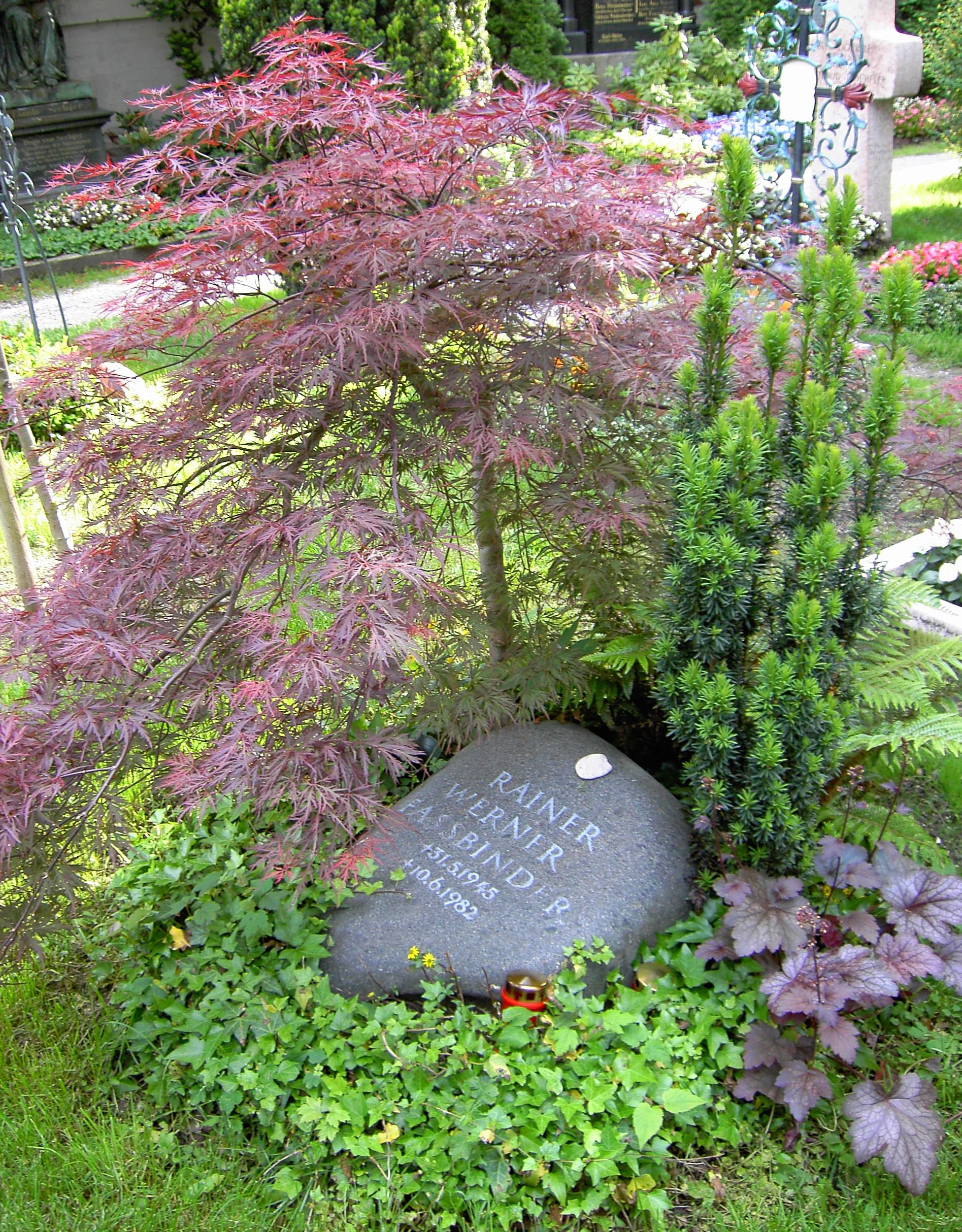
Graf van Rainer Werner Fassbinder

Rainer Werner Fassbinder (Bad Wörishofen, Beieren, 31 mei 1945 – München, 10 juni 1982) was een Duits regisseur, acteur en filmproducent. Hij was zowel in de film- als in de toneelwereld actief.
Fassbinders hoofdonderwerp was de evalueerbaarheid van gevoelens. Zijn films gingen over het nazi-verleden, het Duitse economische wonder of de West-Duitse terreurgroep Rote Armee Fraktion (RAF).

## Inleiding
Fassbinder is vooral bekend geworden door zijn films, waarin hij een kritisch beeld schetst van het Duitsland van zijn tijd. Deze films zijn vaak op ongebruikelijke wijze gefilmd en hebben controversiële verhaallijnen waarmee hij gedurfde, baanbrekende eigentijdse thema's en onderwerpen aansnijdt. Hoewel hij nooit een echt groot commercieel succes heeft weten te bereiken, werden zijn films geprezen door ingewijden, zoals bepaalde critici en fans van cultfilms. Tegenwoordig documenteren zijn films vooral de tijd van het verdeelde Duitsland.
Fassbinder wordt niet alleen om de kwaliteit van zijn films, maar ook om zijn enorme productiviteit geroemd. In zijn veertienjarige carrière maakte hij 42 speelfilms, een televisieserie van 38 delen en vier korte films, schreef hij 26 toneelstukken en verleende hij zijn medewerking aan talloze films en toneelstukken van anderen.
Voor de meeste van zijn films verzorgde Fassbinder zelf de regie, het scenario, de productie, de montage, het decor- en kostuumontwerp en hij speelde er ook vaak zelf in mee.
In schril contrast met zijn ongeëvenaarde en gedisciplineerde manier van werken stond zijn chaotische privéleven. Fassbinder was openlijk biseksueel en haalde met zijn extreme liefdesleven geregeld de voorpagina's van roddelbladen. Hij was verslaafd aan cocaïne, drank en softdrugs en hij maakte ruzie met vrijwel iedereen in de film- en toneelwereld. Hij deed regelmatig ongenuanceerde en gewaagde uitspraken over politieke en maatschappelijke onderwerpen. Ook zijn vroegtijdige dood is omstreden: hij overleed op 37-jarige leeftijd na een overdosis cocaïne, drank en slaappillen, maar het is onbekend of hij door zelfmoord, een ongeluk of moord om het leven kwam.

## De soorten films van Fassbinder
Fassbinder was ervan overtuigd dat hij zoveel films moest maken om de kijker van zijn zienswijze te doordringen. Hij motiveerde dit aldus: Als de kijker een film te zien krijgt waarin een bepaald standpunt verkondigd wordt heeft dat nog niet zoveel invloed op hem, ziet hij tien films waarin dat standpunt voorkomt dan verandert hij langzamerhand van mening. Ik zie mijn oeuvre als een huis: een aantal films zijn de deuren, een aantal de ramen, weer andere zijn de muren. Fassbinder wist zijn enorme productiviteit te bereiken door zijn budgetten laag te houden: veel zelf te doen en steeds met dezelfde acteurs te werken. Ook leken zijn films qua stijl en thematiek veel op elkaar, waardoor geldschieters makkelijker investeerden, omdat ze er van tevoren vertrouwen in hadden dat een film die veel leek op een vorig succes, opnieuw een succes zou worden.
De films van Fassbinder zijn ruwweg in vier groepen te verdelen:
De melodrama'sVooral in de jaren 70 maakte Fassbinder een hele reeks sociale en psychologische drama's, waarin de inhoud realistisch was, terwijl de vormgeving vaak kitscherig en sentimenteel was. Deze drama's gingen over onderwerpen die toen actueel waren.
De historische drama'sFassbinders epische films hebben altijd een vrouwelijk personage in de hoofdrol. De films behandelen elk een bepaalde episode uit de Duitse geschiedenis en vertellen over de invloed die een politieke of maatschappelijke verandering kan hebben op het privéleven van een persoon.
De satiresDit zijn veelal maatschappijkritische drama's met vaak veel zwarte of satirische humor erin. De films zijn over het algemeen opgenomen op een toneel-esque manier: ze spelen zich vaak binnenshuis af en vaak maar op één locatie. In deze films wordt veel gebruikgemaakt van lange totaalshots.
De genreoefeningenIn het begin van zijn loopbaan oefende Fassbinder vooral met goedkoop gemaakte experimentele films, waarmee hij een bepaald genre parodieerde of juist gebruikte. Deze zogeheten pastiches speelden altijd met de conventies van het genre waarop ze geïnspireerd waren. Op deze manier maakte Fassbinder met Liebe ist kälter als der Tod (1968) een hommage aan het film noir genre en met Whitey (1971) een parodie op het spaghettiwesterngenre.

## Biografie
Fassbinder werd enkele weken na het einde van de Tweede Wereldoorlog geboren in Bad Worishofen, een klein Beiers dorpje in de buurt van München.
Zijn vader was arts en zijn moeder, Lilo Pempeit, was vertaalster. Later speelde ze in 20 van Fassbinders films een kleine rol.
Na de echtscheiding van zijn ouders groeide hij als enig kind bij zijn moeder op. Hij was al jong geïnteresseerd in film, maar werd afgewezen bij de filmacademie. Hierop besloot Fassbinder bij het toneel te gaan werken. In 1962 liep hij van huis weg om zich in München te vestigen. Na een korte tijd bij verschillende theatergroepen te hebben gewerkt, kwam hij bij het "Action-Theater". Dit was een theatergroep die iedere avond een nieuw toneelstuk maakte dat ze altijd baseerden op een nieuwsbericht eerder die dag. De theatergroep stond bekend als zeer links en maatschappijkritisch.
Als lid van het "Action-Theater" raakte Fassbinder al snel bevriend met acteurs als Hanna Schygulla, Irm Hermann, Gottfried John en Armin Meyer. Deze mensen zouden later in veel van zijn films terugkeren.
Vanaf 1968 begon Fassbinder te experimenteren met film en hij maakte een aantal korte films met de acteurs van het "Action-Theater" in de hoofdrollen. De samenwerking beviel zo goed dat Fassbinder in 1969 de speelfilm Liebe ist kälter als der Tod kon maken. Deze film was geen groot succes, maar zorgde er wel voor dat Fassbinder in contact kwam met een aantal filmproducenten. In 1970 brak hij groots door met zijn derde speelfilm, het alom bejubelde Katzelmacher. Deze film won een prijs op een festival, maar Fassbinder weigerde de prijs in ontvangst te nemen, omdat de festivaldirecteur tijdens de Tweede Wereldoorlog propagandafilms had gemaakt en dus een nazi was. De weigering leverde Fassbinder veel publiciteit op.
Kort hierna richtte Fassbinder zijn eigen filmmaatschappij op, waarna hij niet alleen in snel tempo zijn eigen films en toneelstukken ging maken, maar ook de films van anderen mogelijk maakte.
Fassbinder had altijd al gedroomd van een carrière in Hollywood, maar door zijn moeilijke persoonlijkheid, zijn extreme manier van werken en zijn artistieke eigenzinnigheid was het onmogelijk om dit te realiseren. Toch kwam Fassbinder er in 1978 dichtbij, toen een Amerikaanse productiemaatschappij bereid was om geld te steken in een Engelstalige productie. Despair, opgenomen in Duitsland met een volledig Engelstalige rolbezetting, was met een budget van 6 miljoen dollar even duur als alle andere films samen die Fassbinder tot dan toe had gemaakt. Een groot deel van dit budget ging naar het honorarium van Dirk Bogarde, Fassbinders favoriete acteur en een grote ster op dat moment. Despair was geen succes en meteen hierna liet Fassbinder zijn internationale ambities varen.
In 1979 maakte Fassbinder Die Ehe der Maria Braun. Deze film werd door filmdistributeur Warner Brothers gekocht en internationaal uitgebracht. De film was een megasucces en kreeg een Oscar-nominatie voor beste buitenlandse film. Fassbinder voelde zich met deze film voor het eerst door het publiek echt geaccepteerd. Volgens hem was een publieksacceptatie voor een regisseur het hoogst haalbare.
Na het succes van Die Ehe der Maria Braun begon Fassbinder meteen te werken aan zijn magnum opus, de televisieserie Berlin Alexanderplatz naar de roman Berlin Alexanderplatz van Alfred Döblin. Deze 14-delige televisieserie was Fassbinders meest ambitieuze project. Maandenlang was hij aan het schrijven, filmen en monteren, terwijl de crewleden om hem heen uitgeput raakten. Fassbinder was zo gedreven om zijn serie op tijd af te krijgen, dat hij besloot cocaïne en peppillen te gebruiken om langer door te kunnen werken.
Berlin Alexanderplatz werd in het voorjaar van 1980 op televisie uitgezonden en groeide uit tot een mijlpaal in de Duitse televisiegeschiedenis. Fassbinder heeft waarschijnlijk nooit iets gemerkt van de jubelende kritieken en hoge kijkcijfers, want hij was toen al lang weer bezig aan twee speelfilms die tegelijk in dezelfde studio en met dezelfde acteurs werden opgenomen. De eerste film was Lola, een remake van Der blaue Engel (1930) van Josef von Sternberg en de tweede was Lili Marleen, een drama over een zangeres tijdens de Tweede Wereldoorlog. Beide films kwamen in 1981 in de bioscoop. Meteen hierna vertrok Fassbinder om Die Sehnsucht der Veronika Voss te maken. Dit in zwart/wit gefilmde melodrama vertelde het waar gebeurde verhaal van een gevallen actrice die zelfmoord pleegde. Fassbinder maakte van Veronika Voss een tragedie over de ondergang en de wedergeboorte van de Duitse film. Kort na deze film begon Fassbinder te werken aan Querelle, een statische, surrealistische film over homoseksualiteit. Fassbinder was bezig met de montage van Querelle toen hij naar Berlijn vertrok, om daar de Zilveren Beer in ontvangst te nemen voor Veronika Voss. Na de ontvangst van de prijs ging hij naar zijn hotelkamer om daar te beginnen aan het scenario voor een nieuwe film. De volgende dag werd Fassbinder dood gevonden achter zijn typemachine met zijn neus op het scenario. Hij was gestorven, welhaast letterlijk in het harnas, aan een overdosis van een combinatie van cocaïne, peppillen en alcohol.

## Filmografie

### Scenario en regie
- 1965: Der Stadtstreicher (korte film)
- 1966: This Night (korte film)
- 1967: Das kleine Chaos (korte film)
- 1969: Götter der Pest
- 1969: Liebe ist kälter als der Tod
- 1969: Katzelmacher
- 1969: Warum läuft Herr R. Amok?
- 1970: Rio das Mortes
- 1970: Der amerikanische Soldat
- 1970: Warnung vor einer heiligen Nutte
- 1970: Pioniere in Ingolstadt
- 1970: Whity
- 1970: Das Kaffeehaus
- 1970: Die Niklashauser Fart
- 1971: Händler der vier Jahreszeiten
- 1972: Bremer Freiheit
- 1972: Wildwechsel
- 1972: Die bitteren Tränen der Petra von Kant
- 1972: Acht Stunden sind kein Tag (miniserie, 5 afleveringen)
- 1973: Welt am Draht (2-delige televisiefilm)
- 1973: Martha
- 1973: Fontane Effi Briest
- 1973: Angst essen Seele auf
- 1974: Faustrecht der Freiheit
- 1974: Wie ein Vogel auf dem Draht
- 1975: Mutter Küsters' Fahrt zum Himmel
- 1975: Angst vor der Angst
- 1975: Ich will doch nur, daß ihr mich liebt
- 1976: Satansbraten
- 1976: Chinesisches Roulette
- 1976: Bolwieser (2-delige televisiefilm)
- 1977: Despair – Eine Reise ins Licht
- 1977: Deutschland im Herbst (episodefilm)
- 1977: Frauen in New York
- 1978: In einem Jahr mit 13 Monden
- 1978-1979: Die dritte Generation
- 1979: Die Ehe der Maria Braun - BRD-trilogie deel 1
- 1980: Berlin Alexanderplatz (14-delige miniserie)
- 1980: Lili Marleen
- 1981: Theater in Trance
- 1981: Lola - BRD-trilogie deel 2
- 1982: Die Sehnsucht der Veronika Voss - BRD-trilogie deel 3
- 1982: Querelle

### Als acteur
- 1967: Tonys Freunde
- 1968: Der Bräutigam, die Komödiantin und der Zuhälter
- 1969: Alarm
- 1969: Al Capone im Deutschen Wald
- 1969: Liebe ist kälter als der Tod
- 1969: Katzelmacher
- 1970: Baal
- 1970: Whity
- 1970: Die Niklashauser Fart
- 1970: Frei bis zum nächsten Mal
- 1970: Mathias Kneißl
- 1971: Der plötzliche Reichtum der armen Leute von Kombach
- 1971: Supergirl - Das Mädchen von den Sternen
- 1971: Händler der vier Jahreszeiten
- 1973: Die Zärtlichkeit der Wölfe
- 1973: Angst essen Seele auf
- 1974: Faustrecht der Freiheit
- 1976: Die Schatten der Engel
- 1979: Die Ehe der Maria Braun - BRD-trilogie deel 1
- 1982: Kamikaze 1989

Zijn bekendste toneelstuk is Der Müll, die Stadt und der Tod. Toen dit in 1987 in Nederland zou worden opgevoerd als Het vuil, de stad en de dood, werd hiertegen hevig geprotesteerd door onder anderen Freek de Jonge en Jules Croiset.

## Werken

### Toneelstukken
- 1965: Nur eine Scheibe Brot (wereldpremière 1995, Volkstheater Wien bei den Bregenzer Festspielen)
- 1966: Tropfen auf heiße Steine (wereldpremière 1985, Theaterfestival München; verfilmd in 2000 als Gouttes d'eau sur pierres brûlantes van François Ozon)
- 1968: Katzelmacher, kreeg de Gerhart Hauptmann Prijs (Action-Theater in München, verfilmd 1969 door Fassbinder)
- 1968: Iphigenie auf Tauris van Johann Wolfgang Goethe (antiteater in München)
- 1968: Ajax, naar Sophokles (antiteater in München)
- 1968: Der amerikanische Soldat (antiteater in München, verfilmd in 1970 door Fassbinder)
- 1968: Die Bettleroper naar John Gay (antiteater in München)
- 1969: Preparadise sorry now, gebaseerd op de historische zaak van Myra Hindley en Ian Brady (antiteater in München)
- 1969: Anarchie in Bayern (antiteater in München)
- 1969: Gewidmet Rosa von Praunheim (antiteater in München)
- 1969: Das Kaffeehaus naar Carlo Goldoni (Schauspielhaus Bremen, verfilmt in 1970 door Fassbinder)
- 1969: Werwolf, damen met Harry Baer (antiteater in Berlin)
- 1970: Das brennende Dorf, naar Lope de Vega (Schauspielhaus Bremen)
- 1971: Blut am Hals der Katze, (antiteater in Nürnberg)
- 1971: Die bitteren Tränen der Petra von Kant (Experimenta in Frankfurt am Main, verfilmt in 1972 door Fassbinder)
- 1971: Bremer Freiheit, gebaseerd op het historische zaak van Gesche Gottfried (Schauspielhaus Bremen, verfilmt in 1972 door Fassbinder)
- 1973: Bibi, nach dem Theaterstück Bibi – Seine Jugend in drei Akten van Heinrich Mann, (Theater Bochum)
- 1975: Der Müll, die Stadt und der Tod, (Duitse première 2009 in het Theater an der Ruhr in Mülheim; werd al in 1976 verfilmd onder de titel Schatten der Engel door Daniel Schmid)

### Hoorspelen
- 1970: Jagdszenen aus Niederbayern (Prod.: BR)
- 1970: Preparadise sorry now (Produktion: SDR)
- 1970: Ganz in Weiß (Prod.: BR/HR/SDR)
- 1971: Iphigenie auf Tauris von Johann Wolfgang Goethe (Prod.: WDR)
- 1972: Keiner ist böse und keiner ist gut (Prod.: BR)

Der Stadtstreicher (1965) · Das kleine Chaos (1967) · Liebe ist kälter als der Tod (1969) · Katzelmacher (1969) · Götter der Pest (1969) · Warum läuft Herr R. Amok? (1969) · Rio das Mortes (1970) · Whity (1970) · Die Niklashauser Fart (1970) · Der amerikanische Soldat (1970) · Warnung vor einer heiligen Nutte (1970) · Pioniere in Ingolstadt (1970) · Händler der vier Jahreszeiten (1971) · Wildwechsel (1972) · Die bitteren Tränen der Petra von Kant (1972) · Acht Stunden sind kein Tag (1972) · Welt am Draht (1973) · Angst essen Seele auf (1973) · Martha (1973) · Fontane Effi Briest (1973) · Faustrecht der Freiheit (1974) · Mutter Küsters' Fahrt zum Himmel (1975) · Ich will doch nur, daß ihr mich liebt (1975) · Satansbraten (1976) · Chinesisches Roulette (1976) · Bolwieser (1977) · Despair – Eine Reise ins Licht (1977) · Deutschland im Herbst (1977) · Die Ehe der Maria Braun (1978) · In einem Jahr mit 13 Monden (1978) · Die dritte Generation (1978) · Berlin Alexanderplatz (1980) · Lili Marleen (1980) · Theater in Trance (1981) · Lola (1981) · Die Sehnsucht der Veronika Voss (1982) · Querelle (1982)
- Bibsys: 90059012
- Biblioteca Nacional de España: XX853016
- Bibliothèque nationale de France: cb119022942 (data)
- Catàleg d'autoritats de noms i títols de Catalunya: 981058512695806706
- CiNii: DA01602654
- Gemeinsame Normdatei: 118532022
- International Standard Name Identifier: 0000 0001 2281 0969
- Library of Congress Control Number: n50011988
- Nationale Bibliotheek van Letland: 000115726
- MusicBrainz: 7862fecd-959a-448b-beee-67bad76681ce
- Bibliotheek van het Japanse parlement: 00620651
- Nationale Bibliotheek van Tsjechië: jn20000700510
- Nationale bibliotheek van Australië: 35685298
- Nationale Bibliotheek van Israël: 987007261042405171
- Nationale Bibliotheek van Polen: a0000002008306
- Nationale en Universitaire bibliotheek Zagreb: 000035459
- Nederlandse Thesaurus van Auteursnamen: 069099510
- Réseau des bibliothèques de Suisse occidentale: 02-A003232682
- RKD-Nederlands Instituut voor Kunstgeschiedenis: 404229
- Istituto Centrale per il Catalogo Unico: RAVV057361
- LIBRIS: 186677
- SNAC: w6jh3n6n
- Système universitaire de documentation: 027512967
- Trove: 260741
- Union List of Artist Names: 500335595
- Virtual International Authority File: 66467014
- WorldCat: E39PBJth9Mf9vp3Kt9F7P7F9Xd